# Machaerium ternatum
Machaerium ternatum là một loài thực vật có hoa trong họ Đậu. Loài này được Kuhlm. & Hoehne miêu tả khoa học đầu tiên.